# Stina Palmborg
Stina Gunborg Alphonsine Palmborg, född 17 juni 1889 i Mönsterås, död 1 februari 1959 i Annedals församling, Göteborg, var en svensk folkskollärarinna och författare.
Stina Palmborg var dotter till köpmannen Per August Palmborg. Efter att ha genomgått åttaklassigt flickläroverk i Norrköping ägnade hon sig åt musikstudier vid sidan om studier i barnpsykologi. Hon utexaminerades från Ateneums folkskoleseminarium 1916 och tjänstgjorde vid Mariestads högre flickskola 1917–1922. Från 1923 var hon lärarinna vid Göteborgs folkskolors hjälp- och observationsklasser. Hon organiserade och förestod observationsklasserna för psykopatiska barn 1932–1944. Palmborg studerade psykologi vid Göteborgs högskola 1924–1926 och genomgick Statens utbildningskurs för hjälpklasslärare 1927. Palmborg medarbetade i flera in- och utländska tidningar och tidskrifter med artiklar i barnpsykologi och pedagogik. Särskilt uppskattad var hennes kåseriserie Våra välsignade ungar som gick i Stockholms-Tidningen från 1939. Hon anlitades mycket som föreläsare i psykologisk-pedagogiska frågor, även i grannländerna. Hon var vice ordförande i Pedagogiska sällskapet i Göteborg från 1941 och styrelseledamot i föreningen Rädda barnen där från 1942. Sina erfarenheter från verksamheten bland svårfostrade barn skildrade Palmborg i Svårhanterliga barn (1935), Välsignade ungar (1938) och Syndabockar (1942), alla översatta till flera språk. För ungdomar har hon gett ut de biografiska arbetena Ernst Westerlund, Enköpingsdoktorn (1939), Alice Tegnér (1945), Nathan Söderblom (1948) och Elsa Brändström (1948).